# Nikolaï Nikitine
Pour les articles homonymes, voir Nikitine.
Nikolaï Nikolaïevitch Nikitine (en russe : Никитин, Николай Николаевич), né le 8 août 1895 à Saint-Pétersbourg et décédé le 26 mars 1963 à Léningrad, est un écrivain, dramaturge et journaliste russe soviétique.
Membre de l'Union des écrivains soviétiques. Pour son roman Aurore du nord il reçoit un prix Staline en 1949.